# 利益相反
利益相反（りえきそうはん）とは、信任を得て職務を行う地位にある人物（政治家、企業経営者、弁護士、医療関係者、研究者など）が立場上追求すべき利益・目的（利害関心）と、その人物が他にも有している立場や個人としての利益（利害関心）とが、競合ないしは相反している状態をいう。
このように利益が衝突している場合、地位が要求する義務を果たすのは難しくなる。利益相反は、そこから非倫理的もしくは不適切な行為が行われなくても存在する。利益相反は、本人やその地位に対する信頼を損なう不適切な様相を引き起こすことがある。一定の利益相反行為は違法なものとして扱われ、法令上、規制対象となる。また、法令上は規制対象となっていない場合でも、倫理上の問題となる場合があり得る。
略語として、COI（英語: conflict of interest）が用いられることもある。

## 代理法理

### 日本法
日本の民法では、同一の法律行為について、本人の代理人がその法律行為の相手方となっていたり（自己契約）、代理人が当事者双方の代理人となっているときは（双方代理）、代理権が制限されてきた。2017年の改正前民法では自己契約や双方代理の効果は読み取りにくい規定だったが、法改正で自己契約や双方代理による行為を無権代理行為とする判例法理が明文化された。ただし、債務の履行及び本人があらかじめ許諾した行為については、本人の利益は損なわれないため、自己契約や双方代理になっていても有効である（108条1項ただし書）。
さらに2017年の改正民法で、代理人と本人との利益が相反する行為（利益相反行為）について、代理権を有しない者がした行為とみなす規定（108条2項）が新設された（2020年4月1日施行）。ただし、本人があらかじめ許諾した行為については無権代理行為にはならない（108条2項ただし書）。

### 英米法
英米の代理法では代理権の存否の判断基準として「現実の代理権」や「外観法理」がある。本人が望む行為に当らなければ原則として現実の代理権は成立しない。相手方が代理人の背任意図について知っていた場合や知るべきであった場合は外観法理による代理権も認められない。

## 親族関係

### 日本法

#### 親権・後見
以下の場合、家庭裁判所に対して特別代理人の選任を請求しなければならない。これをせずに代理人が直接行った行為は無権代理となる。ただし、後見の場合は後見監督人などがいる場合はこれを要しない。
- 親権を行う父又は母とその子との利益が相反する行為については、親権を行う者は、その子のために特別代理人を選任することを家庭裁判所に請求しなければならない（民法第826条1項）。
- 親権を行う者が数人の子に対して親権を行う場合において、その一人と他の子との利益が相反する行為については、親権を行う者は、その一方のために特別代理人を選任することを家庭裁判所に請求しなければならない（民法第826条2項）。
- 第826条の規定は、後見人について準用する。ただし、後見監督人がある場合は、この限りでない（民法第860条）。

例えば第三者の金銭債務について、親権者がみずから連帯保証をするとともに、子の代理人として、同一債務について連帯保証をし、かつ、親権者と子が共有する不動産について抵当権を設定することなどが利益相反行為とされる（最高裁判例 昭和43年10月8日）。
利益相反行為の有無についての判断基準として、判例は外形説を採る。これは、行為の外形のみを客観的に判断し、「制限行為能力者の財産を減少させて法定代理人または第三者の財産を増加させる行為」を一般的に利益相反行為として扱うものである。しかしこの判断基準を用いると、「増加した法定代理人の財産が結果的に制限行為能力者のために使われる場合（具体的には、子どものお年玉を親が取り上げ、親名義で預金した後、その子どもの学費として使う場合などが挙げられる。）」も利益相反行為として扱われるため、学説からは批判もある。

#### 保佐・補助
- 保佐人又はその代表する者と被保佐人との利益が相反する行為については、保佐人は、臨時保佐人の選任を家庭裁判所に請求しなければならない。ただし、保佐監督人がある場合は、この限りでない（民法第876条の2第3項）。
- 補助人又はその代表する者と被補助人との利益が相反する行為については、補助人は、臨時補助人の選任を家庭裁判所に請求しなければならない。ただし、補助監督人がある場合は、この限りでない（民法第876条の7第3項）。

### 英米法
英米法では信認関係に基づいて本人はいつでも代理人に対して指示を与えたり監督を行うことができるとされ、それが困難な場合（大陸法における未成年者に対する法定代理など）の代理制度は英米法には原則として存在しない。英米法ではこのような場合に代理を便法とすることを認めておらず、例えば親であっても未成年者の財産を処分する場合には裁判所の手続により後見人に就任しなければならない（ただし、親には子の医療行為等に関して同意権が認められている）。

## 企業倫理

### 競業取引と利益相反行為
一般的には以下のような行為が利益相反行為とされ承認を要するとされている。
- 競業行為（競業避止義務）
理事等が、自己または第三者のために、法人の事業の部類に属する取引をすること。

- 利益相反取引
  - 直接取引

理事等が自己または第三者のために法人と取引をすること。このうち、自己のためにする場合を自己取引という。
理事等が法人に物を売るような場合などで、理事等の利益（高いほうが利益）と法人の利益（安いほうが利益）が相反する。
  - 間接取引

理事等が自己または第三者のために、理事以外の者との間において、法人と理事等の利益が相反する取引をすること。この場合、法人側を代表する理事等は、利益が相反する理事自身でなくても該当する。
理事等の債務に対する法人の保証が典型例で、保証契約自体は第三者である債権者と保証人である法人との取引であるが、保証されることで債務者である理事等の利益となり、実質的には理事等の利益（保証してもらう利益）と会社の利益（保証の負担が無いほうが利益）が相反する。

### 日本

#### 承認
理事等が、法人との競業行為や直接または間接の利益相反取引を行う場合は、一般社団法人においては社員総会または理事会、一般財団法人においては理事会、株式会社においては株主総会または取締役会、持分会社においては他の社員全員（競業取引）または過半数（利益相反取引）の承認を得なければならない（一般法人法84条、197条、会社法356条、365条、419条2項、594条、595条）。また、学校法人やNPO法人、医療法人では、法人と理事の利益が相反する事項に関して理事は代理権を有しておらず、この場合、所轄庁や都道府県知事が特別代理人を選任しなければならない（私立学校法第40条の4、特定非営利活動促進法第17条の4、医療法第46条の4）。その他の法人に関しても、これらと同様の制限が存在する。

#### 損害賠償責任
- 承認を得ないで行われた利益相反取引によって法人に損害が生じたときは、任務懈怠があったとして、理事等は法人が負った損害について賠償責任を負う。（一般法人法111条第1項、会社法第423条第1項）
- 承認を得て行われた利益相反取引によって法人に損害が生じたときは、自ら取引を行った理事等のみならず、承認の決議に賛成した理事等もその任務を怠ったものと推定される。（一般法人法111条第3項、会社法第423条第3項）
- 直接取引のうち、自己のために行った取引（自己取引）については、任務懈怠につき帰責事由がなくても、理事等は責任を免れることができない。（一般法人法116条、会社法第428条）

### アメリカ合衆国
自己取引に関する承認は州により異なり、事後承認も許す州（カリフォルニア州）もあれば事前承認に限る州（デラウェア州）もある。

### イギリス
会社と取締役との間の契約は取り消すことができるとされていたが、1844年の株式会社法第29条により株主総会の承認を得ることによって契約は有効になるとされた。1989年法では会社と取締役との重要な財産取引には株主総会の事前の承認が必要となった。

### ドイツ
会社と取締役との間の取引に関しては監査役会が裁判上および裁判外において会社を代表するとされており、会社と取締役が自己取引を行うときは監査役会の承認が必要とされている（株式法112条）。
なお、ドイツでは自己取引と会社による取締役への信用供与は分けて規定されている。

### フランス
フランスでは会社と取締役との間の自己取引について「規制される取引」 (conventions réglementées) と「禁止される取引」 (conventions interdites) に分けて規制されている。前者には会社と取締役または副社長との間で締結される直接取引および間接取引のすべての取引が含まれ、事前の取締役会の認許および株主総会の承認が必要である。後者は違法に締結された金銭貸付、無担保信用保証または手形保証などの取引であり絶対的に無効とされている。

## 医療産業における利益相反
医学研究における製薬企業の影響は、重大な懸念事項である。2009年の研究で、「一定数の学術研究機関が、機関審査委員会と企業との関係に関する明確なガイドラインを持たない」と報告された。医療産業複合体とは、医師の利益相反と営利目的の医療、継続的医療教育、患者への倫理的配慮との間の相互作用という概念を意味する。
この視点とは対照的に、2015年5月のニューイングランド・ジャーナル・オブ・メディシンの記事とその記事に関連したエディトリアルは、新しい治療を発展させるために製薬企業と医師の相互作用が重要であることを強調し、企業の不正行為に対する道義的な怒りによって経済的利益相反によって生じる問題を過剰に強調することは正当化できないと論じた。この記事は、国立衛生研究所（NIH）のトランスレーショナル医学研究推進国立センター、大統領科学技術諮問会議、世界経済フォーラム、ゲイツ財団、ウェルカム・トラスト、および食品医薬品局（FDA）などの主要な医療組織が、患者に利益をもたらすために医師と製薬企業が相互作用を行うことを促進していると述べた。

## 研究倫理
フランスの研究チームが米オンライン科学誌プロスワン (PLOS ONE) に発表した研究結果によると、バチルス・チューリンゲンシスに対する耐性をもつ遺伝子組み換えを行った作物の有用性と永続性に関する論文672本のうち、研究者と遺伝子組み換え作物関連企業の間に金銭的な利益相反の有無が明確に分かる論文は579本、うち利益相反がなかった論文は350本、利益相反があった論文は229本で全体の約40%の論文に利益相反の関係が認められた。さらに遺伝子組み換え作物の関連企業にとって都合の良い結論を出していた論文の割合も、利益相反の関係が認められなかった論文では36%だったのに対し、利益相反の関係が認められた論文では54%だった。

## 政治倫理
カナダでは利益相反法が制定されており、公職者が贈答品を受け取ることや公職者に対する旅行の無償提供などは利益相反行為の禁止に抵触する。カナダの下院議員は連邦アカウンタビリティ法により資産管理について完全な白紙委任信託を求められる。